# Municipio de Southwest (Dakota del Norte)
El municipio de Southwest (en inglés, Southwest Township) es un municipio del condado de Sargent, Dakota del Norte, Estados Unidos. Tiene una población estimada, a mediados de 2022, de 13 habitantes.
Abarca una zona exclusivamente rural.

## Geografía
Está ubicado en las coordenadas 45°57′47″N 97°58′5″O / 45.96306, -97.96806. Según la Oficina del Censo, tiene una superficie total de 93.51 km², de los cuales 93.27 km² corresponden a tierra firme y 0.24 km² están cubiertos de agua.

## Demografía
Según el censo de 2020, en ese momento había 11 personas residiendo en la zona. La densidad de población era de 0.12 hab./km². El 90.91 % de los habitantes eran blancos y el 9.09% era de una mezcla de razas. No había hispanos o latinos viviendo en la región.